# Duplifix
Ett duplifix (ett verktyg för reduplikation eller reduplicering), är ett affix där ett fonem redupliceras, det vill säga upprepas i en ordföljd, normalt fördubblas.
Exempel på exakta duplifix är Bora Bora, Chow chow, Hipp Hipp!, såså, Chihuahua, Hulahulafloden, Sing Sing, Ngorongoro, Cha-cha-cha och Mau-Mau. De kan också formas med avljud, till exempel mischmasch och snicksnack, och som rimduplikationer som hokus pokus. Från jiddish kommer schm-reduplikation som spritts på amerikanska östkusten och därefter till amerikansk film.

## Källhänvisningar
- Svenska Akademiens ordbok: Reduplikation